# Crangonyx
Crangonyx é um género de crustáceo da família Crangonyctidae.
Este género contém as seguintes espécies:
- Crangonyx dearolfi
- Crangonyx grandimanus
- Crangonyx hobbsi